# Chondropathie
Chondropathie ist in der Medizin der Oberbegriff für krankhafte Veränderungen des Gelenkknorpels. Derartige Veränderungen können durch eine Vielzahl von Ursachen entstehen, also beispielsweise traumatisch, degenerativ oder entzündlich bedingt sein.

## Diagnose

### Bildgebung
Zur Diagnosefindung werden MRT, die diagnostische Arthroskopie, sowie typische Veränderungen in konventionellen Röntgenaufnahmen von Gelenken verwendet.
Bei der Röntgenaufnahme wird vorwiegend die knöcherne Struktur des Gelenks abgebildet, wobei zum Beispiel eine Gelenkspaltverschmälerung auf eine Knorpeldegeneration hindeutet. Mittels MRT kann hingegen der Gelenkknorpel dargestellt werden.
Bei entsprechend hoher Ultraschall-Auflösung lässt sich Knorpel auch mit Sonografie gut darstellen. Das Gelenk kann dabei zudem in Bewegung betrachtet werden, was unter anderem beim Neugeborenen-Hüftscreening zur Diagnose der Hüftdysplasie genutzt wird. Mit Doppler-Sonografie kann außerdem die Durchblutung in der Gelenkhaut beurteilt werden, um Entzündungen zu erkennen.

### Klassifikation
Arthroskopisch wird folgende Form der Einteilung verwendet (Outerbridge-Klassifikation von 1961):
- Grad 0: (normal) gesunder Knorpel
- Grad 1: der Knorpel hat eine weiche Stelle oder Blasen
- Grad 2: kleinere Risse im Knorpel sichtbar
- Grad 3: Schädigungen (Läsionen) haben tiefe Spalten hinterlassen (über 50 % der Knorpelschicht)
- Grad 4: der Knorpelriss zeigt den darunter liegenden (subchondralen) Knochen

Bedeutung kommt Größe und Lage des jeweiligen Defekts zu. So werden zum Beispiel Defekte, die kleiner als 2 cm2 sind, als klein betrachtet. Das Ausmaß des eine Chondropathie begleitenden Schmerzes korreliert in der Regel nicht mit dem Ausmaß des Gelenkknorpelschadens.

## Folgen von Knorpelschäden
Da Knorpel frei von Nerven und Blutgefäßen ist, lösen flache Schäden oft keine Schmerzen aus. Wenn der Schaden zunimmt und der Knorpeldefekt den subchondralen Knochen erreicht, beginnt die Blutversorgung im Knochen eine Heilung im Defekt. Narbengewebe, das aus einem Faserknorpel genannten Knorpeltyp besteht, wird dann gebildet. 
Knorpelschäden zeigen eine sehr geringe Fähigkeit zur Selbstheilung, so dass kleine Gelenkknorpeldefekte mit der Zeit unbehandelt fortschreiten können. Ein Gelenkknorpeldefekt, der zu Anfang vielleicht klein ist, hat immer noch das Potenzial, einen physikalischen und chemischen „Dominoeffekt“ auf den umgebenden „normalen“ Gelenkknorpel zu haben.
(→ Zur Therapie von Gelenkknorpelschäden siehe Arthrose#Behandlung)